# Oreothlypis
Oreothlypis es un género de aves de la familia de los parúlidos del orden de los paseriformes. Está integrado por un número no definido de especies (en razón de que los especialistas no se han puesto de acuerdo), las que nidifican en América del Norte y Central, migrando algunas especies hacia el sur en el invierno. Son conocidas con los nombres comunes de: reinitas, chipes o bijiritas.

## Taxonomía
Este género fue descrito originalmente por el naturalista y ornitólogo estadounidense Robert Ridgway en el año 1884.

### Especies
Este género se subdivide en 2 a 8 especies:
Género Oreothlypis en sentido más incluyente
- Oreothlypis gutturalis
- Oreothlypis superciliosa (Parula superciliosa)

Género Oreothlypis en sentido amplio
Por regla de prioridad o afinidades anatómicas suma especies incluidas por otros autores en los géneros Leiothlypis y Parula.
- Oreothlypis peregrina
- Oreothlypis celata
- Oreothlypis ruficapilla
- Oreothlypis virginiae
- Oreothlypis crissalis
- Oreothlypis luciae